# 萊克喬治鎮區 (北達科他州麥克亨利縣)
萊克喬治鎮區（英語：Lake George Township）是位於美國北達科他州麥克亨利縣的一個鎮區。

## 地方資料
萊克喬治鎮區的面積為93.45平方千米，當中陸地面積為91.29平方千米，而水域面積為2.15平方千米。根據2020年美國人口普查的數據，當地共有人口32人，而人口密度為每平方千米0.34人。